# Romuald Pieńkowski (fotograf)

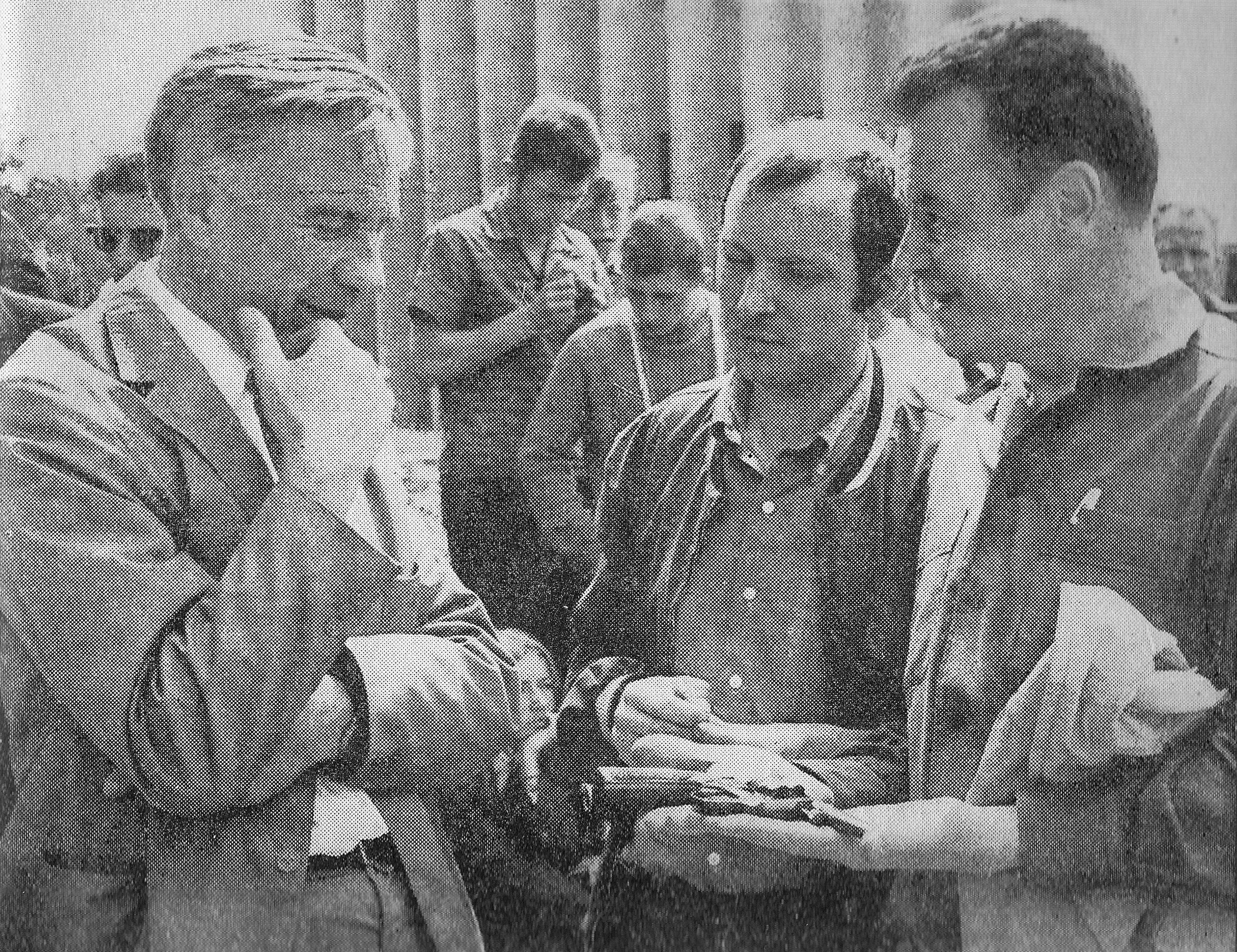
Stanisław Broniewski (z lewej) i Jerzy Wolen na planie filmu Strzały pod Arsenałem − fotografia wykonana przez Romualda Pieńkowskiego

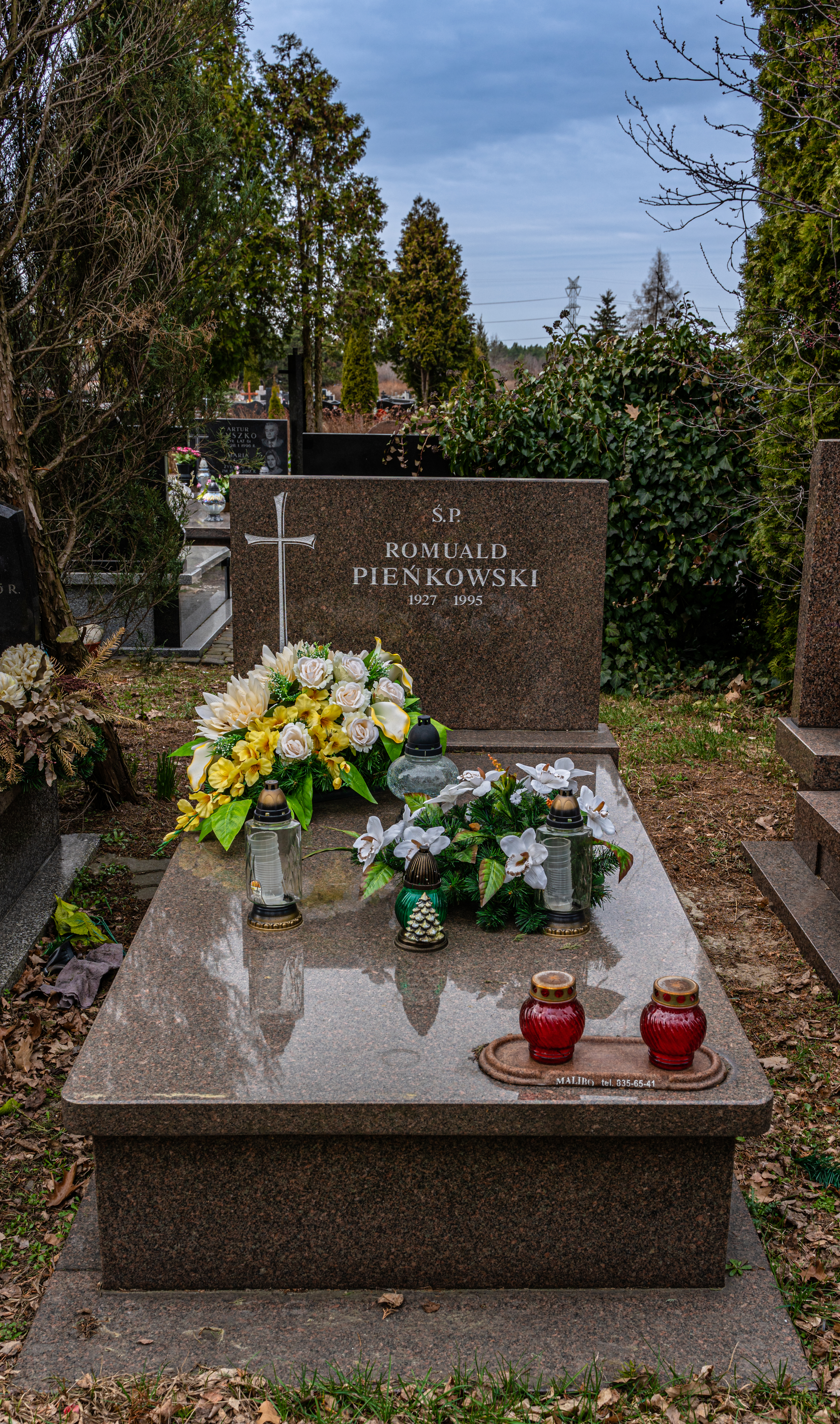
Grób Romualda Pieńkowskiego na cmentarzu Komunalnym Północnym w Warszawie

Romuald Pieńkowski (ur. 1927 w Drohiczynie, zm. 1995 w Warszawie) – polski artysta fotograf, fotoreporter, fotosista. Członek rzeczywisty Związku Polskich Artystów Fotografików. Prezes Zarządu Okręgu Warszawskiego ZPAF.

## Życiorys
Romuald Pieńkowski po raz pierwszy zetknął się z fotografią jeszcze przed II wojną światową, pracując w jednym z siedleckich zakładów fotograficznych. Po wojnie, związany z warszawskim środowiskiem filmowym i fotograficznym – przez wiele lat mieszkał i pracował w Warszawie. W 1945 roku jako fotoreporter podjął współpracę z warszawskimi czasopismami – m.in. Promykiem i Skrzydlatą Polską. W 1948 roku został asystentem Adolfa Forberta i  Karola Szczecińskiego – operatorów w łódzkim Przedsiębiorstwie Państwowym Film Polski. Od 1952 roku do 1957 był fotoreporterem Centralnej Agencji Fotograficznej w Warszawie. W 1957 roku został fotografem, fotoreporterem tygodnika Ekran, w którym m.in. zamieszczał fotoreportaże z pracy na planach filmowych. Jako fotograf współpracował m.in. z czasopismami Na przełaj i Zwierciadło.  
W 1957 roku Romuald Pieńkowski został laureatem nagrody w konkursie fotografii prasowej World Press Photo – za fotoreportaż Już nigdy nie będę grał w piłkę. W 1978 roku został przyjęty w poczet członków Związku Polskich Artystów Fotografików, w którym (przez kilka kadencji) pełnił funkcję prezesa Zarządu Okręgu Warszawskiego ZPAF. Jego fotografie (negatywy) znajdują się w zbiorach Fototeki Filmoteki Narodowej. 
Pochowany na cmentarzu Komunalnym Północnym w Warszawie. 